# Calliephialtes sittenfeldae
Calliephialtes sittenfeldae là một loài tò vò trong họ Ichneumonidae.